# الحياة البرية في الصومال

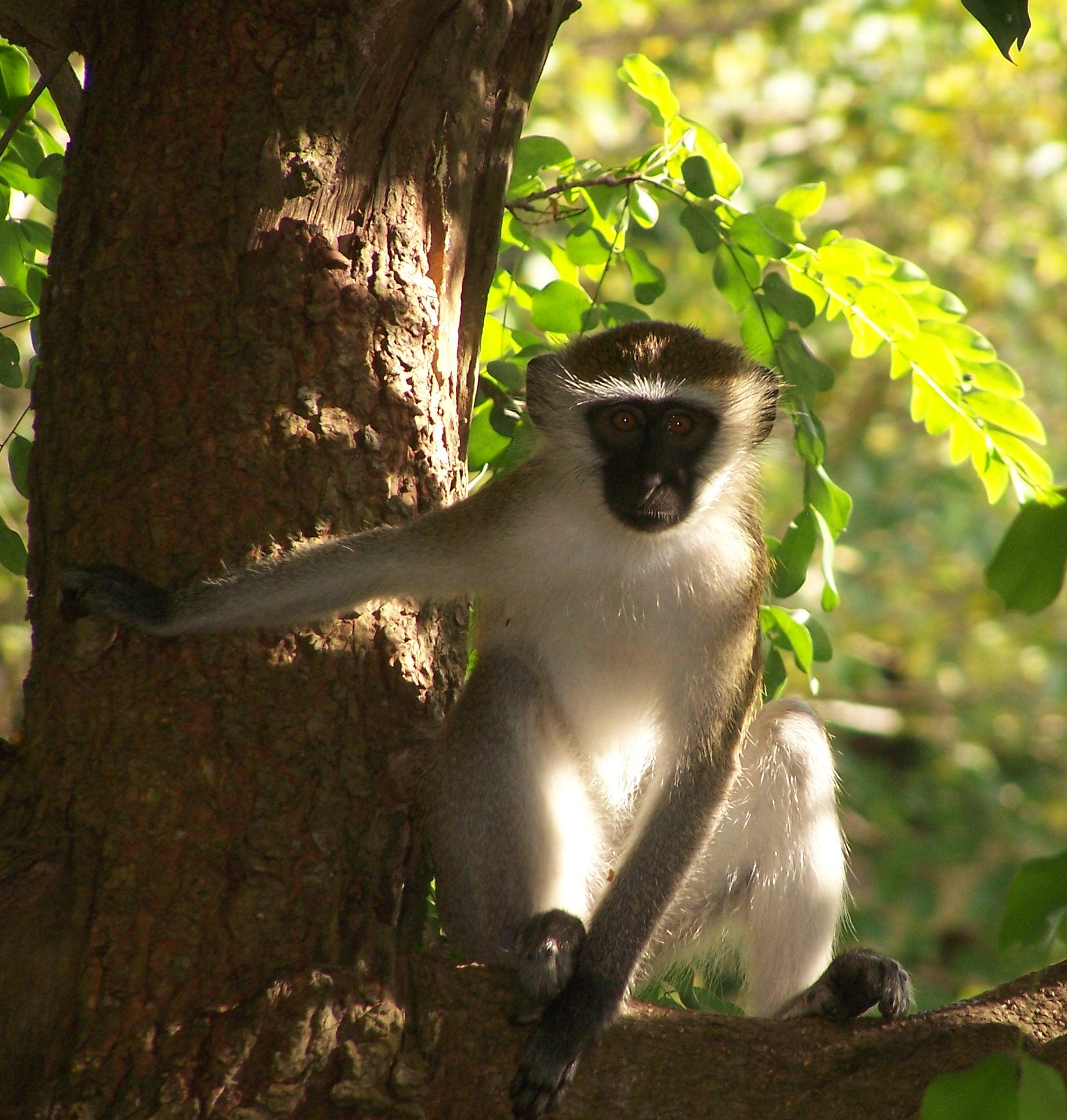
سعدان الفرفت

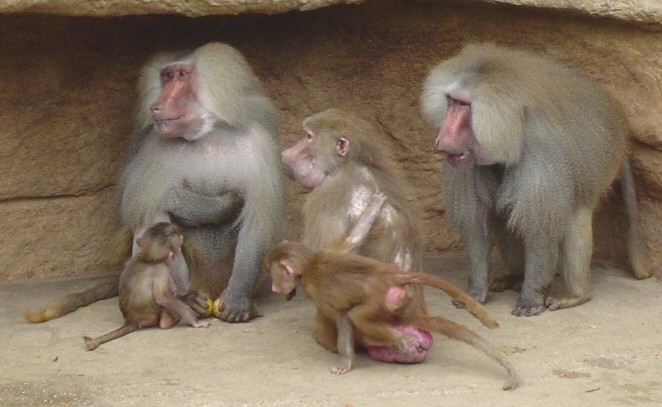
رباح مقدس

الحياة البرية في الصومال تتشكل من الفلورة و الفونا. وتضم 177 نوعا من ثدييات و 727 نوعا من طيور.